# Optická mechanika

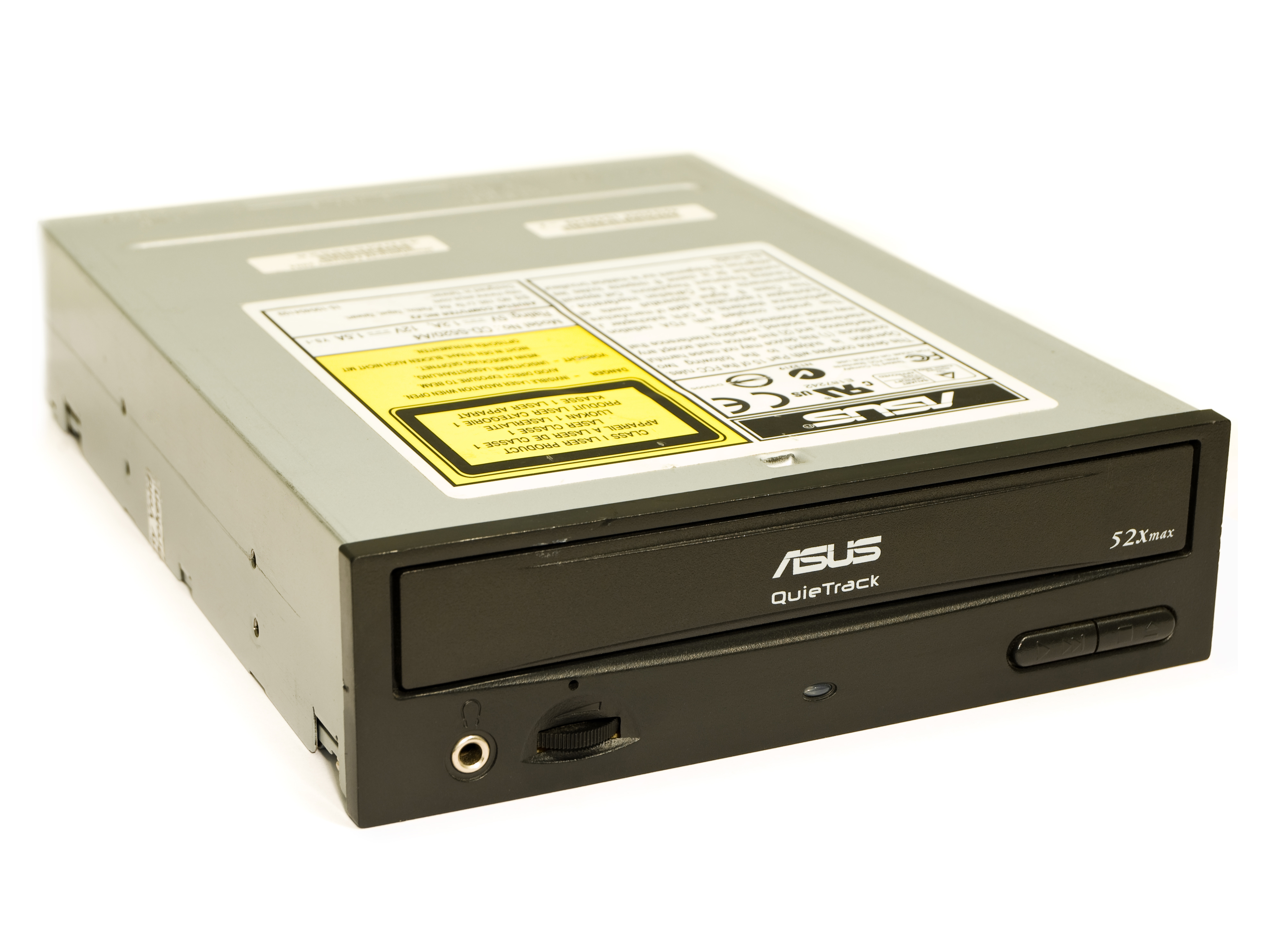
CD-ROM mechanika

Počítače využívají optické mechaniky (ODD - optical disc drive) pracující na principu laserového světla, nebo elektromagnetických vln blízkých světelnému spektru, jako část procesu čtení a zápisu dat. Je to periferní zařízení na ukládání dat na optické disky. Některé mechaniky mohou jen číst z disku, ale většina mechanik umí čtení i zápis. Rekordéry se někdy nazývají vypalovací mechanika nebo zapisovací mechanika. Obecné prostředky a technologie zahrnuje rodiny obsahující CD, DVD, Blu-ray, HD DVD. Samostatné nepočítačové optické mechaniky také existují, například populární CD přehrávače, DVD přehrávače, DVD rekordéry, ale ty nejsou zahrnuty v tomto článku. Optické mechaniky jsou většinou využívány k archivaci nebo výměně dat. Spolu s flash pamětí vystřídala disketovou mechaniku a magnetofonové přehrávače především kvůli ceně, velikosti, dostupnosti a technickému vybavení.

## Laser a optika

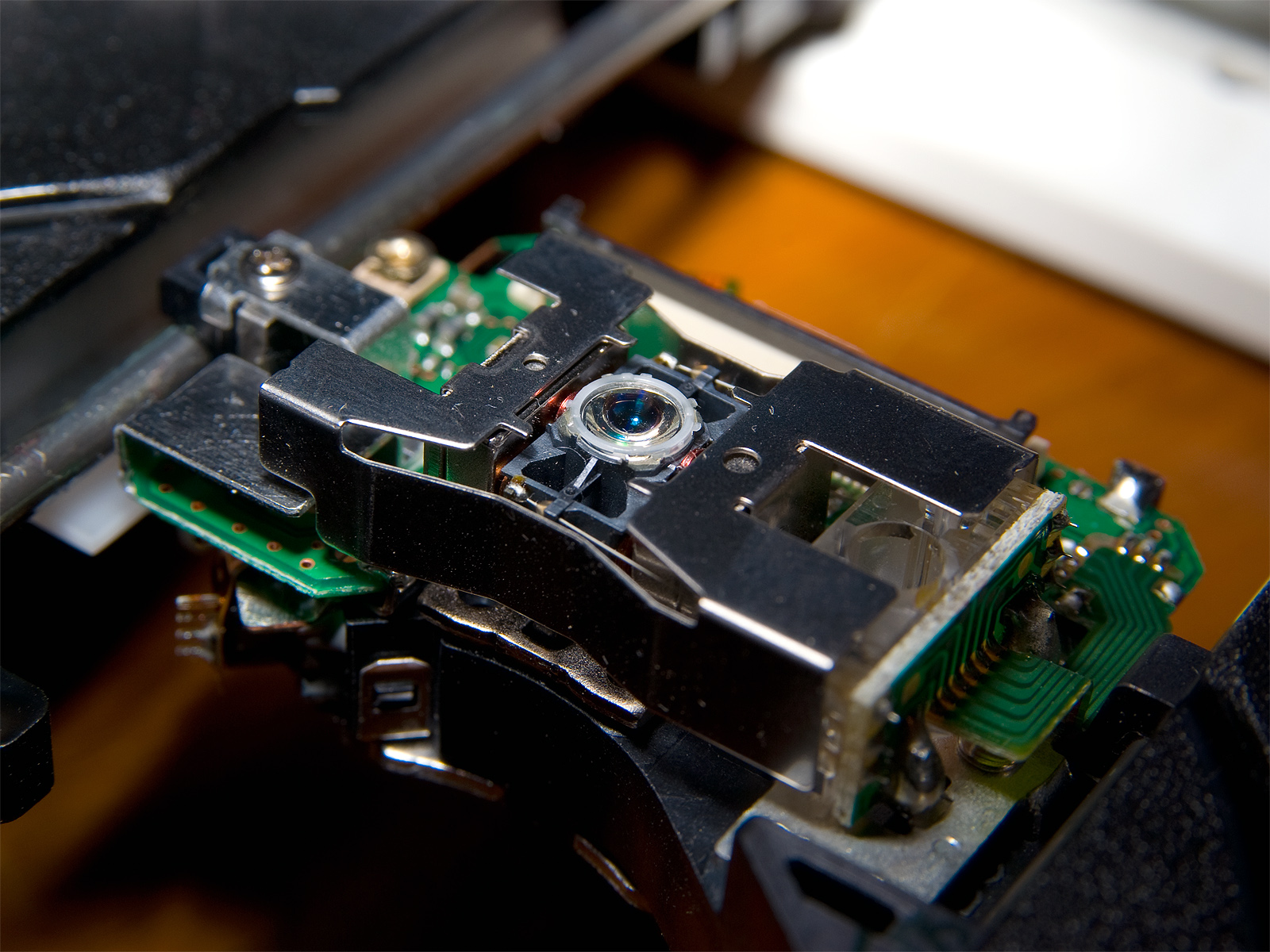
Optická čtecí a zapisovací hlava z CD/DVD mechaniky; ve středu můžete vidět ve 2 osách pohybující se zaostřovací čočku.

Nejdůležitější část optické mechaniky je optická hlava skládající se z polovodičového laseru, čočky pro usměrnění laserového paprsku a fotodiody, která přijímá odražené světlo z povrchu disku.
Laser pro práci s CD má vlnovou délku 780 nm (infračervená), pro DVD 650 nm (červená) a pro Blu-ray 405 nm (fialová). Základní princip vypalování je pro všechny systémy stejný. Jednou zapisovatelný disk má na vrstvě zlata nanesenou organickou vrstvu krytou polykarbonátovým základem. Laserový paprsek projde polykarbonátem a propálí organickou vrstvu až k vrstvě zlata a tím vzniká důlek (pit).
Zatímco čtecí laser není silnější než 5 mW, psací laser je mnohem výkonnější. Vyšší zapisovací rychlost nám snižuje dobu zápisu a tím méně času musí laser vypalovat bod na povrchu. Jeho výkon musí růst úměrně. DVD laser má výkon asi v 100 mW v netlumené vlně, a 225 mW při impulsech. Pro přepisovatelná CD-RW, DVD-RW, DVD+RW, DVD-RAM, BD-RE, HD DVD-RW, nebo HD DVD-RAM média je zápis složitější. U nich je možné předešlý záznam smazat a nahradit novým. Základem je použití materiálů, které mohou měnit svoji strukturu z krystalické na amorfní a zpět. Jestliže se tento materiál místně ohřeje laserovým paprskem na teplotu přes 600 °C, změní se struktura v tomto místě po ochlazení na amorfní. Pokud se ohřeje méně (kolem 200 °C), vrátí se do původního stavu. Paprsek čtecího laseru se od místa s amorfní strukturou odráží méně než od místa s fází krystalickou, jsou tedy rozlišeny dva stavy - nula a jednička. Oboustranná média nejsou moc využívaná, protože se pro čtení z druhé strany musí fyzicky otočit DVD disk.
Dvouvrstvá média (DL-dual layer) mají dvě nezávislé vrstvy oddělené polopropustnou vrstvou. Obě vrstvy jsou přístupné z jedné strany, ale optika musí změnit vzdálenost laserového ohniska. Na jednovrstvých médiích (SL-single layer) je vyrobena spirálová rýha v ochranné polykarbonátové vrstvě, která zavede záznamovou hlavu na začátek stopy. U dvouvrstvých je první vrstva s mělkou rýhou a polopropustnou vrstvou a druhá vrstva s hlubokou rýhou. Některé vypalovací mechaniky podporují také LightScribe - vypálení potisku na nezapisovatelnou stranu disku.

## Řízení otáček
Hustota záznamu dat je na optických discích konstantní. Proto je možné u středu média (tj. na jeho "začátku") zaznamenat méně informací na jednu otočku, než u okraje média ("konec" média), kde je stopa delší a při konstantní hustotě záznamu se do ní tak vejde více informací.
U kompaktních disků byla jako základní rychlost 1x určena rychlost čtení dat 150 kB/s. To znamená, že rychlost otáčení musela být zvolena tak, aby i u středu média bylo možné této rychlosti čtení dosáhnout. Při zachování rychlosti otáčení (a hustoty záznamu) je logicky možné (a vlastně i nutné) číst informace z okraje média rychleji. Tuto metodu čtení, při níž je konstantní rychlost otáčení zachována při čtení u středu i u obvodu média, označujeme jako CAV (anglicky Constant Angular Velocity).
Se zvyšováním rychlosti čtení (a tím i zvyšování rychlosti otáčení média) bylo zhruba u rychlosti 8x dosaženo bodu, kdy potřebná rychlost čtení byla u obvodu již příliš vysoká, aby nedocházelo k chybám. Proto byl použit motor, který dokázal měnit plynule rychlost otáčení (500 otáček za minutu pro čtení u středu média až 200 otáček pro čtení u okraje média) a přizpůsobit ji aktuálním podmínkám. Tyto mechaniky označujeme jako CLV (anglicky Constant Linear Velocity).
U mechanik CLV však jmenovitý násobek základní čtecí rychlosti (např. 16x, 52x apod.) již neoznačuje maximální dosažitelnou rychlost čtení po celém médiu, ale jen maximální dosažitelnou rychlost čtení, které se dosáhne jen u vnějšího okraje média. Použitím CLV mechanik však bylo možné dále navyšovat rychlost čtení, což uživatelé přivítali.
Například rychlosti čtení 4x je dosaženo při otáčkách 800-2000 za minutu (což je 4x150 = 600 kB/s). Rychlosti otáčení jsou samozřejmě limitovány. Při rychlostech kolem 10000 ot./min., což umožňuje rychlost čtení 52x, už může dojít k deformaci média, nebo i jeho roztříštění. Mechaniky s rychlostí čtení 52x jí dosahují jen na obvodu, uvnitř média je rychlost čtení pouze 20x.
Pro DVD média je základní rychlost čtení 1x stanovena na 1,385 MB/s, HD DVD má při rychlosti 1x přenos dat 4,36 MB/s a u Blu-ray se 1x rychlost čtení rovná přenosové rychlosti 6,74 MB/s.

## Zaváděcí zařízení
Nynější optické mechaniky využívají dva zaváděcí mechanismy. Jeden po otevření štěrbiny velikosti média posune disk přímo na motor a čtecí zařízení, kdežto druhý a více využívaný vysune plato a po vložení se plato zasune zpět a motor si disk zvedne.

## Počítačové rozhraní
Nejčastější interní mechanika v osobních počítačích, serverech a pracovních stanicích je vyrobena podle standardu ve velikosti 5,25 palců. Připojení je realizováno přes ATA nebo SATA rozhraní. Externí mechaniky jsou obvykle připojené přes USB rozhraní. Mechaniky s SCSI rozhraním také existují, ale nejsou využívána v takové míře, neboť jsou velice drahé.

## Kompatibilita
Většina optických mechanik je zpětně kompatibilních se všemi předchůdci od CD, neboť je to požadováno jako standard. Ve srovnání CD s 1,2 mm vrstvou polykarbonátu stačí u DVD paprsku projít vrstvou pouze 0,6 mm, aby došlo k záznamu. Díky menší šířce stopy se na DVD vejde několikanásobně víc dat, než na CD.

## Provedení záznamu
Optický rekordér je definován třemi rozdílnými rychlostmi. První rychlost je pro zápis (W - write), druhá pro přepis (RW - re-write) a třetí pro čtení (R - read). Například mechanika 12x/10x/32x zapisuje rychlostí 12x (1.76 MB/s), přepisuje rychlostí 10x (1.46 MB/s) a čte rychlostí 32x (4.69 MB/s). Novější vypalovací mechaniky využívají ochranu proti podtečení, což zabraňuje vytváření chyb při záznamu.